# Глухенький Тимофій Титович
Тимофій Титович Глухенький (4 лютого 1902, Жадове — 28 вересня 1980, Київ) — український радянський терапевт, доктор медичних наук з 1938 року, професор з 1938 року. Заслужений діяч науки УРСР з 1968 року.

## Біографія
Народився 22 січня [4 лютого] 1902 року в селі Жадовому (тепер Семенівського району Чернігівської області). У 1925 році закінчив медичний факультет Північно-Кавказького (тепер Південний федеральний) університету, у 1925–1937 роках працював у цьому вузі: лікарем (1925–1929), асистентом (1929—1931), доцентом кафедри терапії (1931–1938), за сумісництвом деканом медичного факультету (1931—1938). Член ВКП(б) з 1930 року.
- у 1938–1941 роках — завідувач кафедри терапії, у 1938–1940 роках за сумісництвом — заступник директора з навчальної роботи Іжевського медичного інституту;
- у 1941–1944 роках — завідувач кафедри терапії, за сумісництвом заступник директора з навчальної роботи Північно-Осетинського медичного інституту у місті Орджонікідзе;
- у 1944–1945 і 1950–1957 роках — завідувач кафедр шпитальної, у 1946–1950 роках — пропедевтичної терапії, з 1944 року за сумісництвом — директор Львівського медичного інституту;
- у 1957–1975 роках — завідувач, у 1975—1980 роках — професор кафедри терапії педіатричного факультету Київського медичного інституту.

Могила Тимофія Глухенького

Помер на 79-му році життя 28 вересня 1980 року. Похований разом із дружиною у Києві на Байковому кладовищі (ділянка № 33, 50°25′3.6″ пн. ш. 30°30′4.4″ сх. д. / 50.417667° пн. ш. 30.501222° сх. д.).

### Родина
- Брат — дерматовенеролог, доктор медичних наук Тихон Глухенький (1896—1990).
  - Племінник — дерматовенеролог, доктор медичних наук Борис Глухенький (1925—2015)[1].

## Будинок Мар'яна Панчишина
З 1945 по 1957 рік жив і працював у Львові, у колишньому будинку лікаря Мар'яна Панчишина за адресою вулиця Кармелюка, 3. Для затвердження прав на будинок всиновив хлопчика, який з 1957 року, після переїзду родини до Києва, не фігурував у жодному особистому документі Глухенького. Окрім цього, здійснив низку неоднозначних майнових операцій, які детально описувала газета «Україна молода».
З 1990 року у будинку знаходиться Музей історії медицини Галичини імені Мар'яна Панчишина. З 2009 року за права на будинок судились нащадки Тимофія Глухенького — донька та онуки. У 2015 році Вищий спеціалізований суд України з розгляду цивільних і кримінальних справ остаточно залишив будівлю музею у власності громади Львова.

## Наукова діяльність
Наукові дослідження присвячені діагностиці та лікуванню захворювань шлунково-кишкового каналу, серцево-судинної та дихальної систем; хвороб крові та кровотворення; лікуванню та профілактиці ендемічного зобу в Західних областях України. Вивчав лікувальні дії курортних чинників, зокрема бальнеотерапію на курортах Трускавці, Моршині, Любіні Великому; стан гіпофіз-адреналової системи у хворих з ураженнями внутрішніх органів.
Підготував 40 кандидатів наук. Автор близько 100 наукових праць, серед них кілька монографій. Основні праці:
- «Патогенез язвенной болезни желудка». Врач Дело, 1932;
- «Содержание глютатиона в крови больных с внутренними заболеваниями». Клин Мед 1936;
- «Лечение отечных больных хлористым аммонием и механизм действия этой соли» (докторська дисертація). Ростов-на-Дону, 1937;
- «Курорт Варзи-Ятчи и его лечебные свойства». Київ, 1940;
- «Клініка зобу в Західних областях України». 1947;
- «Терапевтична дія бальнеологічних ресурсів місцевих курортів — Трускавця, Моршина, Любіня Великого». 1950;
- «Лікування пневмонії довенним введенням сульфазолу». 1959;
- «Зобная болезнь». Київ, 1959;
- «Сердечно-сосудистая недостаточность при тиреотоксикозах и ее лечение». В книзі: Труды VII съезда терапевтов УССР, Київ, 1962 (співавторстві).